# Adycza
Adycza – rzeka w azjatyckiej części Rosji, w Jakucji; prawy dopływ Jany. Długość 715 km; powierzchnia dorzecza 89 800 km²; średni roczny przepływ przy ujściu 485 m³/s.
Źródła na Płaskowyżu Elgińskim u podnóży Gór Czerskiego; płynie szeroką doliną w kierunku zachodnim a następnie przez Płaskowyż Jański w kierunku północnym; przy ujściu niesie więcej wody niż Jana; żeglowna na odcinku 223 km od ujścia.
Zamarza od października do maja (w tym do 4 miesięcy do dna); zasilanie deszczowo-śniegowe.
Główne dopływy: Nelgese (lewy), Tuostach (prawy).